# Froilan Tenorio
 Froilan Cruz Tenorio (* 9. September 1939 auf den Nördlichen Marianen; † 4. Mai 2020 in Fort Worth, Texas) war ein US-amerikanischer Politiker. Zwischen 1994 und 1998 war er Gouverneur der Nördlichen Marianen.

## Werdegang
Froilan Tenorio besuchte bis 1962 das Territorial College of Guam. Danach wurde er bis 1967 an der Marquette University in Wisconsin zum Bauingenieur ausgebildet. Anschließend arbeitete er im Baudezernat der Stadt Los Angeles in Kalifornien. 1972 wurde er von der Micronesean Construction Company angestellt. Zwei Jahre später gründete er seine eigene Baufirma, die Tenorio Construction Co. Gleichzeitig begann er eine politische Laufbahn. Zwischen 1979 und 1984 gehörte er dem Senat seines Territoriums an. Von 1984 bis 1990 vertrat er seine Heimat in der amerikanischen Bundeshauptstadt (Resident Representative to the United States). Im Jahr 1988 kandidierte er noch erfolglos für das Amt des dortigen Gouverneurs. Politisch war er Mitglied der Demokratischen Partei bzw. deren Ableger in den Nördlichen Marianen. Später wechselte er zu der dortigen Covenant Party.
Bei den Gouverneurswahlen des Jahres 1993 wurde Tenorio als Nachfolger von Lorenzo I. De Leon Guerrero zum neuen Gouverneur der Nördlichen Marianen gewählt. Dieses Amt bekleidete er zwischen dem 10. Januar 1994 und dem 12. Januar 1998. Dabei kam es zu Differenzen mit der von den Republikanern kontrollierten Staatslegislative. Im Jahr 1997 wurde er nicht wiedergewählt. Tenorio hatte auch Beziehungen zu Jack Abramoff und wurde in einen von dessen Skandalen verwickelt.
In den Jahren 2001 und 2005 bewarb er sich erfolglos um die Rückkehr in das Amt des Gouverneurs. 2009 wurde er in das Abgeordnetenhaus der Nördlichen Marianen gewählt, wo er Präsident des Hauses wurde.

## Einzelnachweis
1. ↑  Former CNMI Gov. Froilan Tenorio dies